# 普陀山多宝塔
多宝塔又名太子塔，位于浙江省舟山市的普陀山岛普济禅寺的东南方。塔建于元代，是普陀山上保存至今的最古的建筑，也是现存的元代最大的宝箧印式塔，现被列为全国重点文物保护单位。太子塔造型雄健，装饰美观，与普济寺钟声形成普陀山十二景之一的“多宝闻钟”。
多宝塔与杨枝观音碑、九龙藻井合称为“普陀山三宝”。

## 历史沿革
此塔建于元统年间（1333年至1334年），当时普陀观音寺（即今普济禅寺）的住持孚中为兴建名山道场，多次外出云游募化，得到江南诸藩王隆重接待，太子宣让王等出资建造多宝塔，故又名太子塔。取《法华经》多宝佛塔之义定名为多宝塔。明万历二十年（1592年）修缮时添补部分螭首。民国8年（1919年）时涂抹水泥修复破损的表面。文革期间普陀山的寺院遭到大规模的破坏，多宝塔塔身的浮雕佛像被铲毁。

## 建筑特色
普陀山多宝塔为三层的宝箧印式塔，高18米，下有2层台基座，整座塔高32米。元代初建时由整块太湖石叠砌而成，表面剥离严重，民国时用水泥加固。每层四面各有一尊镂古佛，伽趺坐式，已遭破坏，现无法辨认，仅留背光。第一层塔身四角立有蟠龙柱，雕刻流畅，线条细致。每层建有挑台石栏，栏柱上端刻护天神狮及莲花。台基座上原有栏杆，现已不复存在。两层塔台上檐雕有20只螭首，作张口吐水状。塔刹为仰莲托宝瓶形。